# El imperio de Drácula
El imperio de Drácula es una película de suspenso, misterio y terror mexicana de 1967, dirigida por Federico Curiel «Pichirilo» y protagonizada por Lucha Villa, César del Campo, Eric del Castillo, Ethel Carrillo y Rebeca Iturbide.
Fue influenciada por las películas de Hammer Horror. Es una de varias películas de género cine de vampiros realizadas en México en la década de 1960, junto con la duología de Miguel Morayta, El vampiro sangriento (1962) y La invasión de los vampiros (1963).

## Argumento
Un hombre busca al vampiro que mató a su padre para evitar que vuelva a la vida, pero para hacerlo debe luchar contra su ejército de hermosas vampiras, que atraen a los hombres a su finca para que puedan alimentarse de su sangre.

## Reparto
- Lucha Villa como Patricia.
- César del Campo como Luis Brener.
- Eric del Castillo como Barón Draculstein.
- Ethel Carrillo como Diana.
- Guillermo Zetina como Dr. Wilson.
- Robin Joyce como Lily.
- Fernando Osés como Igor.
- Víctor Alcocer como Sr. Brener, padre de Luis.
- Mario Orea como Inspector de policía.
- Rebeca Iturbide como Sra. Brener, madre de Luis.
- Altia Michel como María, sirvienta (como Atilia Michel).
- José Dupeyrón como Chofer.

## Recepción
En El gran libro del vampiro, Alexis Puig decía: «Hay mucho erotismo, sobre todo lésbico: mujeres vampiras mordiendo víctimas femeninas»; y destacó una escena en la que el conde debe luchar dentro de su propio ataúd con un hombre que porta un crucifijo como una «escena de mucho dramatismo».